# Nederlandse Gereformeerde kerk (Axel)

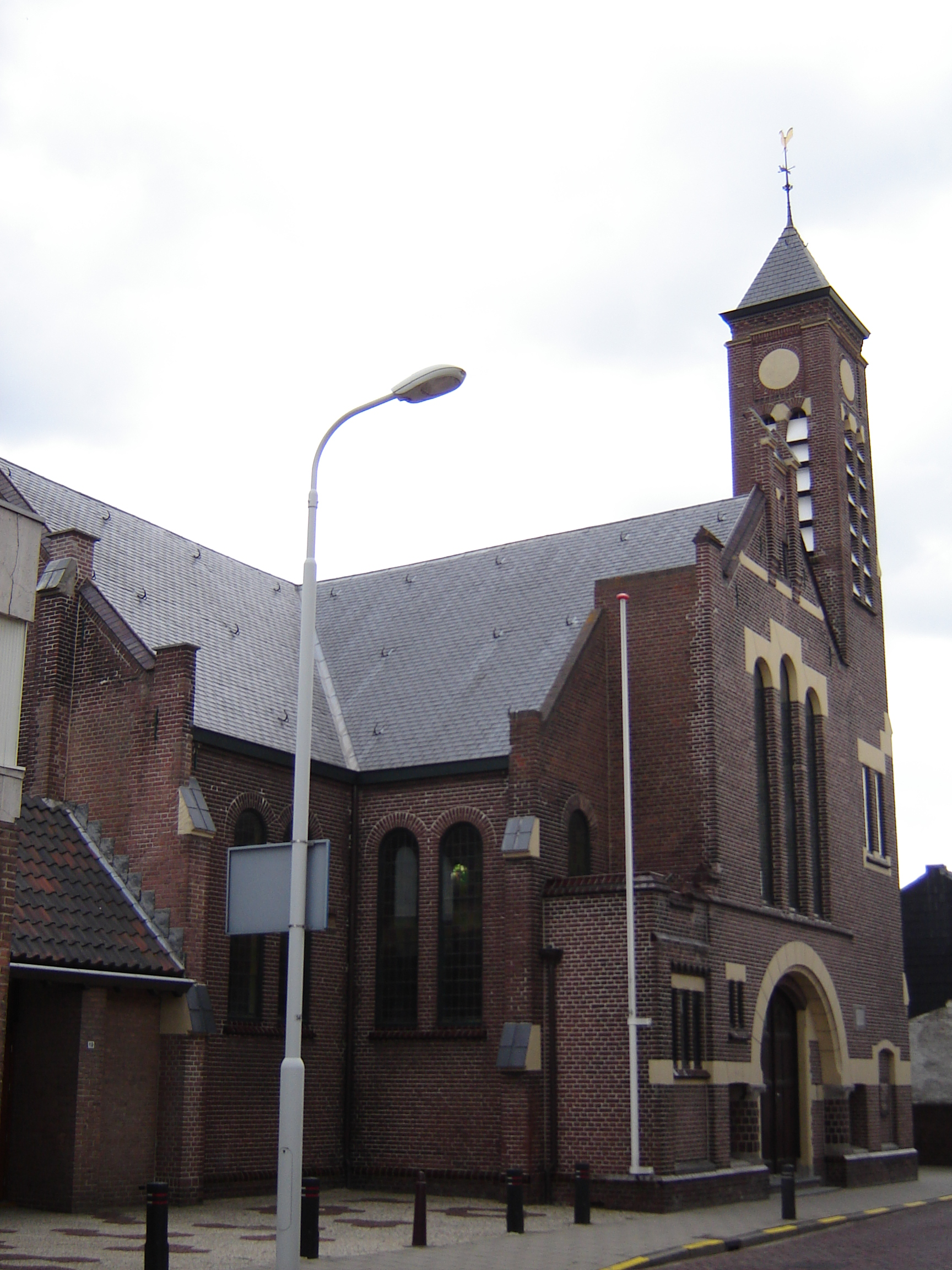
Nederlandse Gereformeerde Kerk Axel

De Nederlandse Gereformeerde Kerk, voorheen kerk van de Gereformeerde Kerk vrijgemaakt is een kerkgebouw in de tot de Zeeuwse gemeente Terneuzen behorende plaats Axel, gelegen aan de Kerkdreef 21.

## Geschiedenis
De kerk werd in 1899 gebouwd als gereformeerd kerkgebouw naar ontwerp van Tjeerd Kuipers. Van 1918–1919 werd de kerk uitgebreid, waarbij een nieuwe voorgevel met naastgebouwd torentje werd toegevoegd.
In 1945 kwam de kerk in bezit van de vrijgemaakten, die zich in dat jaar hadden afgesplitst. De gereformeerden kregen in 1953 een nieuw kerkgebouw, de Ichthuskerk. In 1948 en 1998 werden verbouwingen doorgevoerd.
Het orgel is van 1918 en werd gebouwd door de firma Standaart.
De kerk is geklasseerd als gemeentelijk monument.
Op 1 mei 2023 fuseerden de NGK en de GKv tot een nieuw kerkverband: de Nederlandse Gereformeerde Kerken.